# Camponotus haematocephalus
Camponotus haematocephalus är en myrart som beskrevs av Carlo Emery 1903. Camponotus haematocephalus ingår i släktet hästmyror, och familjen myror. Inga underarter finns listade.